# 2014년 세계 수학자 대회
2014년 세계 수학자 대회(2014 International Congress of Mathematicians)는 2014년 8월 13일부터 8월 21일까지 대한민국 서울특별시에서 열린 27번째 세계 수학자 대회이다.
대회의 주제는 "후발자들을 위한 꿈과 희망"이었다. 대한민국 국회는 2013년 11월 서울세계수학자대회에서 찬성하는 결의안을 통과시켰고, 대한민국 정부는 서울에서 열릴 세계 수학자 대회의 영향력을 극대화하기 위해 2014년을 대한민국 수학의 해로 선포했다. 몇몇 대기업은 수학의 중요성이 증가하고 있음을 강조하는 이 의회에 상당한 기부를 했다.
서울대회에는 125개국 5000여명의 수학자들이 참가했다. 2014년 국제수학자대회 조직위원회는 이번 대회에 개발도상국의 수학자 1,000명을 초청했다.
이 대회 동안 수학자, 특히 이란의 마리암 미르자하니, 브라질의 아르투르 아빌라에 이르기까지 해당 국가들의 수학자에게는 최초의 필즈상이 수여되었다. 이 의회는 또한 수학 봉사 프로그램을 강조했다. 짐 사이먼스(Jim Simons)와 네반린나상(Nevanlinna Award) 수상자의 공개 강연, 바둑 유명 선생님들과의 대결, 수학 영화 상영 등은 대회 홍보팀의 노력으로 가능했다.
이번 대회는 1990년 일본, 2010년 인도, 2002년 중국에 이어 아시아에서 네 번째로 개최되었다.

## 심벌 마크
2014년 세계 수학자 대회 로고는 시간이 지남에 따라 성장하고 확장하는 두 개의 황금비 나선을 특징으로 한다. 수학적 순서의 성장을 나타내며 늦게 시작하는 사람들의 꿈과 희망을 상징한다.
S자 모양의 로고는 태극기에 그려진 태극 이미지와 마찬가지로 서울의 S를 연상시킨다. 태극은 음과 양의 조화를 상징한다. 붉은 색은 양(陽), 사랑과 열정이다. 파란색은 음(陰), 지능 및 꿈이다. 그러나 음양은 같은 색과 모양으로 시작하여 우주의 통일성을 나타낸다.

## 장소
2010년 방갈로르에서 열린 국제수학자연맹 총회는 2014년 국제수학자대회에 서울의 유치를 찬성하는 투표를 하였다. 이 제안은 대한수학회가 제시했고 박형주가 변호했다. 한국의 유일한 단점은 현대 수학 연구의 역사가 상대적으로 짧았다는 것이다.
한국 정부는 모든 입찰 노력을 지원하기 위해 지역 의회 위원회에 미화 25만 달러의 현금 보조금을 제공했다. 이와 함께 이명박 대통령은 국회 제안과 함께 지지 서한을 썼다. 또한 정부는 서울에서 열리는 국제수학자대회에 재정적 지원을 하기로 결정했다. 지원 금액이 3,000,000 USD를 초과했다.
2014년 국제 수학자 대회에 대한 기대는 대중에게 다가가고 사회에서 인정받기 위한 한국 수학의 전환점이었다. 대회 기간 동안 한국은 수학에 영향을 미치는 교육 위기의 한가운데에 있었다.

## 수상

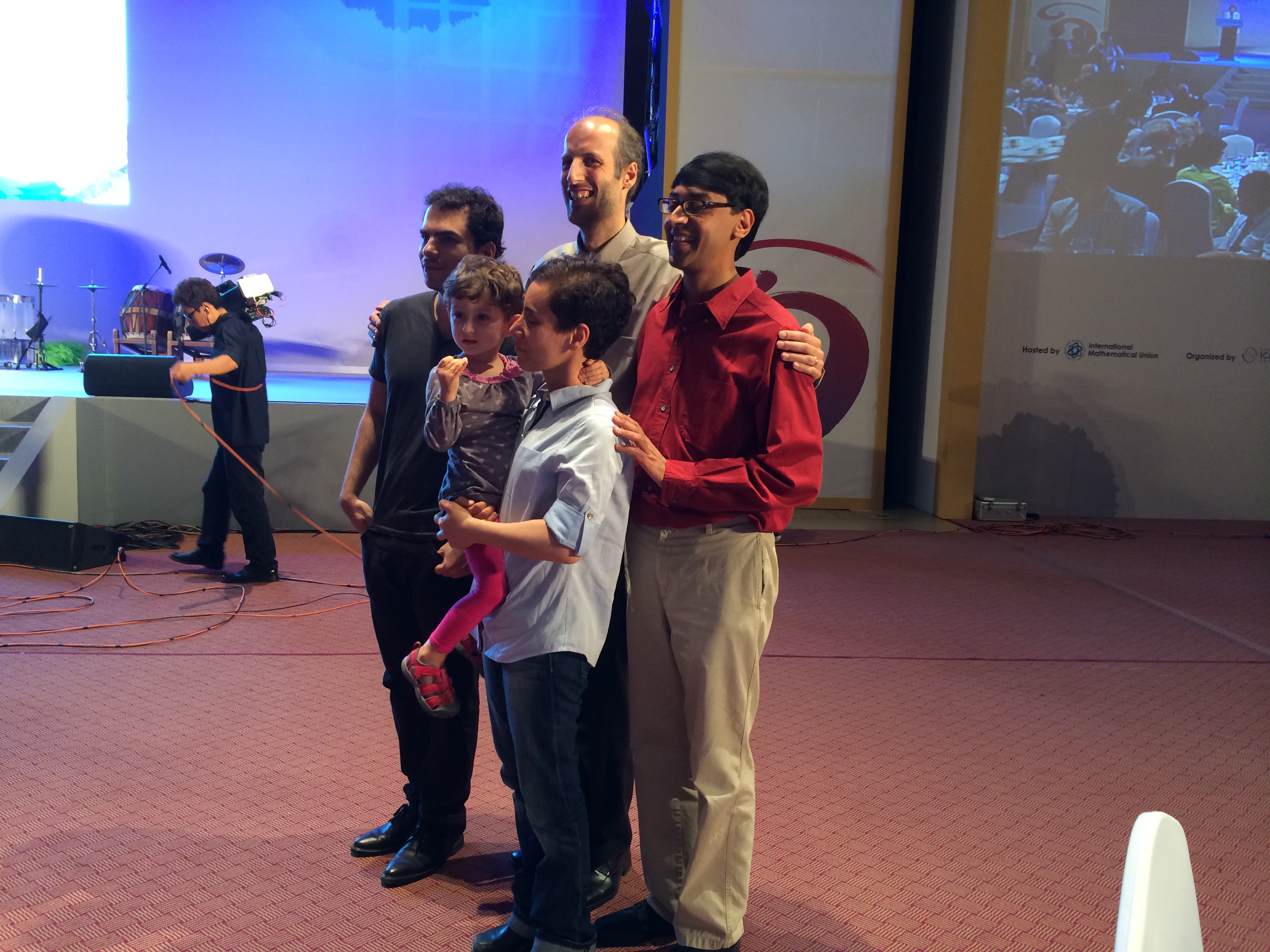
왼쪽에서 오른쪽으로 아르투르 아빌라, 마르틴 하이러 (뒤쪽), 마리암 미르자하니(그녀의 딸 아나히타(Anahita)와 함께) 및 만줄 바르가바

필즈상은 수학적 표면에 대한 연구에 공적을 세운 마리암 미르자하니, 동역학계에 대한 연구에서 공적을 세운 아르투르 아빌라, 정수론에 대한 연구에 공적을 세운 만줄 바르가바, 미분방정식에 대한 연구에 공적을 세운 마르틴 하이러에게 수여되었다.
하산 로하니 이란 대통령은 필즈상을 수상한 마리암 미르자카니를 축하했다.
여성 최초로 필즈상을 수상한 마리암 미르자하니에게 축하를 전하며 우리 이란인들을 매우 자랑스럽게 생각한다.
 이란 대통령이 베일을 벗지 않은 마리암의 모습을 담은 트윗을 올렸다는 점은 주목할 만하다.
네반린나상(Nevanlinna Award)은 알고리즘의 복잡성을 이해하고 알고리즘을 보다 효율적으로 만드는 방법을 찾는 작업에 대해 수브하시 코트(Subhash Khot)에게 돌아갔다. 가우스상은 이미지 처리 및 컴퓨터 비전 응용 프로그램에 대한 작업으로 Stanley Osher에게 수여되었다. 그리고 천 메달(Chern Medal)은 대수기하학, 미분기하학 및 미분방정식에 대한 연구로 필립 그리피스(Phillip Griffiths)에게 수여되었다.
아드리안 파엔사(Adrián Paenza)는 수학을 인식하는 방식에 대한 국가 전체의 사고 방식을 바꾸는 데 결정적인 기여를 한 공로로 Leelavati상을 받았다.

## 참고문헌
1. ↑  Herald, The Korea (2010년 3월 30일). “International math union to visit Seoul”. 《The Korea Herald》. 2022년 2월 27일에 확인함.
2. ↑  Service (KOCIS), Korean Culture and Information. “Seoul hosts world's largest math conference : Korea.net : The official website of the Republic of Korea”. 《www.korea.net》. 2022년 2월 27일에 확인함.
3. ↑  “Fields, fun and food: The ICM 2014”. 《Plus Maths》. 2022년 2월 27일에 확인함.
4. ↑  “First mathematicians congress for Korea opens”. 《koreajoongangdaily.joins.com》. 2022년 2월 27일에 확인함.
5. ↑  “+: Korean Mathematical Society :+”. 《www.kms.or.kr》. 2022년 2월 27일에 확인함.
6. ↑  Service (KOCIS), Korean Culture and Information. “Curiosity leads math development: 2014 Seoul ICM : Korea.net : The official website of the Republic of Korea”. 《www.korea.net》. 2022년 2월 27일에 확인함.
7. ↑  “ICM serves as the meeting place for the most notable achievements in mathematics”. 《uia.org》. 2022년 2월 27일에 확인함.
8. ↑  “Comienza la gran fiesta de las matemáticas”. 《ELMUNDO》. 2014년 8월 13일. 2022년 2월 27일에 확인함.
9. ↑  “Korea: The 2014 International Congress of Mathematicians (ICM) hosts”. 《www.alphagalileo.org》. 2022년 2월 27일에 확인함.
10. ↑  “Maryam Mirzakhani's Fields Medal: A long-overdue first in mathematics - The Boston Globe”. 《BostonGlobe.com》. 2022년 2월 27일에 확인함.
11. ↑  “Mathématiques : pour la première fois, une femme reçoit la médaille Fields”. 《Le Monde.fr》 (프랑스어). 2014년 8월 12일. 2022년 10월 23일에 확인함.
12. ↑  “Stanford mathematician first female winner of Fields prize”. 《www.science.org》. 2022년 2월 27일에 확인함.
13. ↑  Materia, Ágata A. Timón / (2014년 8월 22일). “"Puedo ser un símbolo para mantener presentes las matemáticas en Brasil"”. 《Libertad Digital》. 2022년 2월 27일에 확인함.
14. ↑  Romero, Simon (2014년 8월 28일). “From a Compound in the Brazilian Hills, Excellence in Math Emerges”. 《The New York Times》 (미국 영어). ISSN 0362-4331. 2022년 10월 23일에 확인함.
15. ↑  “BUCM :: 2+2=5 :: Biblioteca Complutense”. 《webs.ucm.es》. 2022년 2월 27일에 확인함.
16. ↑  “ICM serves as the meeting place for the most notable achievements in mathematics”. 《uia.org》. 2022년 2월 27일에 확인함.
17. ↑  Park, Hyungju (2013년 6월 20일). “Grüße von den Organisatoren des ICM 2014 - Seoul, Korea”. 《Mitteilungen der Deutschen Mathematiker-Vereinigung》 (영어) 21 (2): 72–72. doi:10.1515/dmvm-2013-0029. ISSN 0942-5977.
18. ↑  “GWI Raises $250,000 for ICM - Gulf Winds”. 2014년 8월 14일. 2022년 2월 27일에 확인함.
19. ↑  “Letter” (PDF). 《Korea Institute for Advanced Study》. 2014. 2022년 2월 27일에 원본 문서 (PDF)에서 보존된 문서. 2022년 2월 27일에 확인함.
20. ↑  Woo-young, Lee (2012년 1월 10일). “Students allowed to use calculators in math class”. 《The Korea Herald》. 2022년 2월 27일에 확인함.
21. ↑  Barkhorn, Eleanor (2014년 1월 15일). “America's Math Textbooks Are More Rigorous Than South Korea's”. 《The Atlantic》. 2022년 2월 27일에 확인함.
22. ↑  “Maryam Mirzakhani: counting curves”. 《Plus Maths》. 2022년 2월 27일에 확인함.
23. ↑  “International Congress of Mathematicians”. 《www.icm2014.org》. 2022년 2월 27일에 확인함.
24. ↑  “Artur Avila: taming chaos”. 《Plus Maths》. 2022년 2월 27일에 확인함.
25. ↑  “Manjul Bhargava: revealing numbers”. 《Plus Maths》. 2022년 2월 27일에 확인함.
26. ↑  “International Congress of Mathematicians”. 《www.icm2014.org》. 2022년 2월 27일에 확인함.
27. ↑  “International Congress of Mathematicians”. 《www.icm2014.org》. 2022년 2월 27일에 확인함.
28. ↑  Alladi, Krishnaswami (2014년 9월 24일). “Manjul Bhargava’s Fields Medal and beyond”. 《The Hindu》 (영어). ISSN 0971-751X. 2022년 10월 23일에 확인함.
29. ↑  “Martin Hairer: at the interface”. 《Plus Maths》. 2022년 2월 27일에 확인함.
30. ↑  “International Congress of Mathematicians”. 《www.icm2014.org》. 2022년 2월 27일에 확인함.
31. ↑  “Fields Medals 2014: prizes for maths work that few of us can grasp”. 《the Guardian》. 2014년 8월 13일. 2022년 2월 27일에 확인함.
32. ↑  lainformacion.com (2014년 8월 14일). “El presidente iraní tuitea la foto sin velo de la matemática que ganó la medalla Fields”. 2022년 10월 12일에 원본 문서에서 보존된 문서. 2022년 10월 12일에 확인함.
33. ↑  “El presidente iraní tuitea una foto sin velo de la matemática que ganó la medalla Fields”. 2014년 8월 14일. 2022년 10월 12일에 확인함.
34. ↑  “El presidente de Irán «tuitea» una foto sin velo de la primera mujer en ganar la Medalla Fields”. 2014년 8월 14일. 2022년 10월 12일에 확인함.
35. ↑  “Fields Medals, Nevanlinna Prize Go to Simons Grantees”. 《Simons Foundation》. 2014년 8월 12일. 2022년 2월 27일에 확인함.
36. ↑  “Korea.net”. 《Korea.net》. 2022년 2월 27일에 확인함.